# Only the Lonely (film)
Only the Lonely is een Amerikaanse romantische komedie annex dramafilm uit 1991 van Chris Columbus met in de hoofdrollen onder meer John Candy en Ally Sheedy.

## Verhaal
Danny Muldoon (John Candy), een 38-jarige politieagent uit Chicago, woont nog steeds in bij zijn dominante moeder Rose (Maureen O'Hara). Als hij verliefd wordt op de verlegen Theresa (Ally Sheedy), keurt zijn moeder dit sterk af, onder meer omdat Theresa niet zoals de Muldoons van Ierse maar van Siliciaanse en Poolse afkomst is. Ondertussen probeert de buurman van de Muldoons (Anthony Quinn) weduwe Rose voor zich te winnen.

## Rolverdeling
| Acteur         | Personage                | Opmerkingen             |
| -------------- | ------------------------ | ----------------------- |
| John Candy     | Danny Muldoon            | politieagent in Chicago |
| Maureen O'Hara | Rose Muldoon             | Danny's moeder, weduwe  |
| Ally Sheedy    | Theresa Luna             |                         |
| Anthony Quinn  | Nick Acropolis           | buurman van de Muldoons |
| Kevin Dunn     | Patrick Muldoon          | Danny's broer           |
| James Belushi  | Salvatore (Sal) Buonarte | collega van Danny       |

## Productie
Only the Lonely is een remake van Marty uit 1955.
De film is opgenomen in Chicago. Prominente locaties die voorkomen in de film zijn onder meer Comiskey Park, destijds thuisbasis van honkbalteam Chicago White Sox, het Michiganmeer en Emmett's Pub, ook te zien in Uncle Buck en Ocean's Eleven.
Chris Columbus schreef de rol van Rose specifiek voor Maureen O'Hara zonder te weten dat zij gestopt was met acteren. O'Hara was enthousiast over het script en stemde na een ontmoeting met John Candy toe.

## Muziek
De film is genoemd naar het gelijknamige nummer van Roy Orbison, dat in zijn geheel te horen is tijdens de openingsscène.